# Nikola Špear
Nikola Špear, detto Nikki (Subotica, 22 febbraio 1944 – Subotica, 2 dicembre 2017), è stato un tennista jugoslavo.

## Carriera
Nella stagione 1975 sulla terra rossa europea ha raggiunto i quarti di finale a Barcellona e la semifinale a Madrid arrendendosi in entrambe le occasioni al padrone di casa Manuel Orantes.
Nei tornei dello Slam è avanzato agli ottavi di finale in due edizioni consecutive del Roland Garros, la prima nel 1966 sconfitto da François Jauffret e la seconda l'anno successivo dove è István Gulyás ad avere la meglio. È stato protagonista del primo triple bagel dell'era Open, durante l'Open di Francia 1968 ha sconfitto all'esordio il francese Daniel Contet con un netto 6-0, 6-0, 6-0.
Ha fatto parte della squadra jugoslava di Coppa Davis dal 1969 al 1975 vincendo otto incontri e perdendone tredici, nell'edizione del 1970 ha sconfitto il numero 1 al mondo Ilie Năstase permettendo alla sua nazione di raggiungere la finale europea.

## Statistiche

### Doppio

#### Finali perse (2)
| Numero | Anno | Torneo                                                 | Superficie  | Compagno        | Avversari in finale           | Punteggio     |
| 1.     | 1975 | ATP Barcellona, Barcellona                             | Terra rossa | Paul Kronk      | Juan Gisbert Manuel Orantes   | 7–6, 2–6, 4–6 |
| 2.     | 1977 | Internazionali di Tennis di Baviera, Monaco di Baviera | Terra rossa | John Whitlinger | František Pála Balázs Taróczy | 3–6, 4–6      |